# Volta ao Algarve de 1995
A 21.ª edição da Volta ao Algarve teve lugar de 19 de abril a 25 de abril 1995.

## Generalidades
- A velocidade média desta volta é de km h.

## As etapas
| Etapa      | Localidades | km | Vencedor                   | Segundo | Terceiro | Duração         | Velocidade média | Líder da geral        |
| 1. ª etapa | -           |    | Petar Petrov               |         |          | X h XX min XX S | XX,XXX km h      | Petar Petrov          |
| 2. ª etapa | -           |    | Remigius Lupeikis Lituânia |         |          | X h XX min XX S | XX,XXX km h      |                       |
| 3. ª etapa | -           |    | Cândido Barbosa            |         |          | X h XX min XX S | XX,XXX km h      |                       |
| 4. ª etapa | -           |    | Asier Guenetxea Espanha    |         |          | X h XX min XX S | XX,XXX km h      |                       |
| 5. ª etapa | -           |    | Maia-Jumbo                 |         |          | X h XX min XX S | XX,XXX km h      |                       |
| 6. ª etapa | -           |    | Cândido Barbosa            |         |          | X h XX min XX S | XX,XXX km h      |                       |
| 7. ª etapa | -           |    | Cássio Freitas             |         |          | X h XX min XX S | XX,XXX km h      | Cássio Freitas Brasil |
| 8. ª etapa | -           |    | Asier Guenetxea Espanha    |         |          | X h XX min XX S | XX,XXX km h      | Cássio Freitas        |

## Generalidades
- A velocidade média desta volta é de ? km h.

## As etapas
| Etapa      | Localidades | km | Vencedor        | Segundo               | Terceiro      | Duração         | Velocidade média | Líder da geral  |
| 1. ª etapa | -           |    | Cândido Barbosa |                       |               | X h XX min XX S | XX,XXX km h      | Cândido Barbosa |
| 2. ª etapa | -           |    | Cândido Barbosa | Nuno Marta            | Pedro Silva   | X h XX min XX S | XX,XXX km h      | Cândido Barbosa |
| 3. ª etapa | -           |    | Cândido Barbosa |                       |               | X h XX min XX S | XX,XXX km h      | Cândido Barbosa |
| 4. ª etapa | -           |    | Cândido Barbosa | Cássio Freitas Brasil |               | X h XX min XX S | XX,XXX km h      | Cândido Barbosa |
| 5. ª etapa | -           |    | Cândido Barbosa | Alberto Amaral        | Luís Sarreira | X h XX min XX S | XX,XXX km h      | Cândido Barbosa |
| 6. ª etapa | -           |    | Cândido Barbosa |                       |               | X h XX min XX S | XX,XXX km h      | Cândido Barbosa |

## Classificação geral
| \| 1. Cássio Freitas Brasil \| 23 h 46 min 51 s \| \| \| \| 2. Remigius Lupeikis Lituânia \| a 24 s \| \| \| \| 3. Joaquim Adrego Andrade \| a 1 min 00 s \| \| \| \| 4. José Azevedo \| a 1 min 21 s \| \| \| \| 5. Jorge Silva \| a 1 min 30 s \| \| \| \| 6. Petar Petrov \| a 1 min 40 s \| \| \| \| 7. Iñigo Gonzalez Heredia Espanha \| a 2 min 06 s \| \| \| \| 8. Remigius Lupeikis Lituânia \| a 2 min 12 s \| \| \| \| 9. Delmino Pereira \| a 2 min 21 s \| \| \| \| 10. Jesús Blanco Villar Espanha \| a 2 min 36 s \| \| \| |                  |  |  |
| 1. Cássio Freitas Brasil | 23 h 46 min 51 s |  |  |
| 2. Remigius Lupeikis Lituânia | a 24 s           |  |  |
| 3. Joaquim Adrego Andrade | a 1 min 00 s     |  |  |
| 4. José Azevedo | a 1 min 21 s     |  |  |
| 5. Jorge Silva | a 1 min 30 s     |  |  |
| 6. Petar Petrov | a 1 min 40 s     |  |  |
| 7. Iñigo Gonzalez Heredia Espanha | a 2 min 06 s     |  |  |
| 8. Remigius Lupeikis Lituânia | a 2 min 12 s     |  |  |
| 9. Delmino Pereira | a 2 min 21 s     |  |  |
| 10. Jesús Blanco Villar Espanha | a 2 min 36 s     |  |  |

## Classificações Secundárias
| Classificação por pontos          | Carlos Marta   |
| Classificação dumeilleur grimpeur | Youri Sourkov  |
| Classificação da melhor equipa    | Recer-Boavista |

## Lista das equipas
| Euskadi    | Bom Petisco-Tavira-Iba | W52-Paredes Móvel |
|            |                        |                   |
| Maia-Jumbo | Recer/Boavista         | Alpendre-Tavira   |
|            |                        |                   |
|            |                        |                   |